# Anatolij Anisimow
Anatolij Wasiljewicz Anisimow (ros. Анато́лий Васи́льевич Ани́симов, 1919–2003) – radziecki dyplomata.

## Życiorys
Brał udział w wojnie z Niemcami, od 1945 należał do WKP(b), ukończył Leningradzki Instytut Pedagogiczny im. Pokrowskiego i Wyższą Szkołę Dyplomatyczną (1946). Od 1946 pracował w centralnym aparacie Ministerstwa Spraw Zagranicznych ZSRR i radzieckich przedstawicielstwach za granicą, a 1956-1960 zajmował odpowiedzialne stanowiska w aparacie KC KPZR, 1960-1965 był radcą Ambasady ZSRR w Iranie. Od 11 czerwca 1968 do 21 listopada 1972 był ambasadorem nadzwyczajnym i pełnomocnym ZSRR w Jordanii, a od 31 sierpnia 1977 do 4 września 1984 w Libii, następnie zakończył pracę w dyplomacji.